# Kaneko Yutaka
Yutaka Kaneko (sinh ngày 16 tháng 10 năm 1979) là một cầu thủ bóng đá người Nhật Bản.

## Sự nghiệp câu lạc bộ
Yutaka Kaneko đã từng chơi cho Ehime FC.